# N-کره

۲-کره

در ریاضیات ، {\displaystyle n} - کره یک فضای توپولوژیکی است که با یک {\displaystyle n} - کره ی استاندارد ، هومئومورفیک است. {\displaystyle n} -  کره را می توان به عنوان منیفلدی {\displaystyle n} - بعدی تعریف نمود که شامل نقاطی از فضای {\displaystyle \mathbb {R} ^{n+1}} است که به فاصله ی یکسان {\displaystyle r} از مبدأ قرار دارند.مثال معمول آن کره {\displaystyle 2} - بعدی {\displaystyle \mathbb {S} ^{2}} است که در فضای {\displaystyle 3} - بعدی {\displaystyle \mathbb {R} ^{3}} می نشیند.در واقع {\displaystyle n} - کره تعمیم یک کره {\displaystyle 3} - بعدی در فضای اقلیدسی {\displaystyle 3} - بعدی است. زمانی که فاصله نقاط از مرکز ، واحد باشد ، به آن {\displaystyle n} - کره ی واحد می گوییم و اختصاراً اینگونه آن را نمایش می دهیم :
{\displaystyle S^{n}=\left\{x\in \mathbb {R} ^{n+1}:\left\|x\right\|=1\right\},}
و {\displaystyle n}-  کره به شعاع {\displaystyle r} را به این صورت:
{\displaystyle S^{n}(r)=\left\{x\in \mathbb {R} ^{n+1}:\left\|x\right\|=r\right\}.}
ابعاد {\displaystyle n} - کره ،  {\displaystyle n} است و نباید با ابعاد فضای اقلیدسی {\displaystyle n+1} - بعدی که نشانده شده است،  اشتباه شود. یک {\displaystyle n} - کره، سطح و رویه یک توپ {\displaystyle n+1} - بعدی است.
به طور ویژه :
- دو نقطه در انتهای یک خط ، ( {\displaystyle 1} - بعدی ) یک {\displaystyle 0} - کره است.
- یک دایره که  منحنی محیطی یک دیسک هست ، ( {\displaystyle 2} - بعدی ) یک {\displaystyle 1} - کره است.
- رویه {\displaystyle (n-1)} - بعدی  یک  {\displaystyle n} - توپ ( {\displaystyle n} - بعدی ) یک {\displaystyle (n-1)} - کره است.